# 阿道夫·劳东
阿道夫·劳东（德語：Adolf Laudon，1912年12月13日—1984年11月22日），奥地利男子足球运动员，司职前锋。他曾代表奥地利国奥队参加1936年夏季奥林匹克运动会足球比赛，获得一枚银牌。